# Daniella Álvarez
Daniella Álvarez (née le 24 mai 1988 à Barranquilla, en Colombie)[réf. nécessaire] est une mannequin colombienne, élue miss Colombie 2011. Depuis 2013, elle est présentatrice du groupe de Estilo RCN.

## Biographie
Elle est née à Barranquilla le 24 mai 1988. Elle est la fille de Gustavo Alvarez et Zandra Vásquez. Elle a deux frères, Andrea et Ricardo. Elle parle couramment l'anglais et l'allemand. Ses mensurations sont 90-61-90, elle mesure 1,76 m (5′ 9″).
Après un mois d'hospitalisation et cinq intervention sur sa jambe gauche dont une qui a mal tourné, elle a décidé de se faire amputer le 14 juin 2020 afin de bénéficier d'une prothèse et pouvoir retrouver sa vie d'avant.

### Miss Colombie 2011/2012
Elle a représenté le département d'Atlántico au concours de miss Colombie, qu'elle a remporté et qui a eu lieu dans la ville historique de Cartagena de Indias, où elle a été couronnée le 14 novembre par l'ancienne miss Catalina Robayo (finaliste à miss univers 2011). Elle fut la dixième miss Atlantico du prestige concours, ce qui en fait le département le plus populaire du concours.
Elle a obtenu la meilleure note en robe de soirée[pertinence contestée].
- Sa première dauphine est miss Magdalena, Melissa Carolina Varón Ballesteros (Miss International Colombie)

- Sa deuxième dauphine est miss Valle, Melina Ramirez Serna (Top Model of the World Colombie)

### Miss univers 2012
Le concours a eu lieu le 19 décembre 2012, au Planet Hollywood Resort and Casino à Las Vegas, Nevada, aux États-Unis, elle participa au concours comme ancienne miss du concours.
Daniella Álvarez a fait part d'une très belle prestation pour représenter la Colombie mais elle ne s'est pas classée et la couronne a été remportée par l'Américaine Olivia Culpo, âgée de 21 ans.